# 15歳のテーマ 百恵の季節
『15歳のテーマ 百恵の季節』（じゅうごさいのテーマ ももえのきせつ）は、山口百恵の3枚目のスタジオ・アルバム。1974年4月21日にCBSソニーよりリリースされた。

## 解説
- 帯コピー：待っていた百恵オリジナル・アルバム ヒット・メーカーでつづる15才の詩集
- 初めて全曲オリジナルで構成されたアルバム。
- シングル「春風のいたずら」はオリコンでベスト10に入らなかったが、本作は7位を記録し、同時にアルバムでは初のベスト10入り。
- 2003年6月4日に発売された、全オリジナルアルバム22枚を復刻したCD-BOX『MOMOE PREMIUM』にはリマスタリング音源で収録されている（2007年9月30日には更なるマスターサウンド仕様が施された『Complete MOMOE PREMIUM』が発売された）。

## 収録曲
| #  | タイトル               | 作詞       | 作曲       | 編曲       | 時間 |
| -- | ---------------------- | ---------- | ---------- | ---------- | ---- |
| 1. | 「めまいの季節」       | 白井章生   | 鈴木邦彦   | 高田弘     | 2:10 |
| 2. | 「15才の恋」           | 千家和也   | 都倉俊一   | 矢野立美   | 2:45 |
| 3. | 「秘密をもった少女」   | 安井かずみ | 馬飼野俊一 | 馬飼野俊一 | 3:05 |
| 4. | 「雨に濡れた少女」     | 千家和也   | 都倉俊一   | 馬飼野俊一 | 3:09 |
| 5. | 「陽のあたるアパート」 | 白井章生   | 鈴木邦彦   | 高田弘     | 2:24 |
| 6. | 「春風のいたずら」     | 千家和也   | 都倉俊一   | 馬飼野俊一 | 2:46 |

| #  | タイトル           | 作詞       | 作曲       | 編曲       | 時間 |
| -- | ------------------ | ---------- | ---------- | ---------- | ---- |
| 1. | 「お元気ですか」   | 白井章生   | 鈴木邦彦   | 高田弘     | 3:20 |
| 2. | 「放課後」         | 有馬三恵子 | 馬飼野俊一 | 馬飼野俊一 | 3:01 |
| 3. | 「恋のニュース」   | 安井かずみ | 馬飼野俊一 | 馬飼野俊一 | 2:23 |
| 4. | 「片想い」         | 千家和也   | 都倉俊一   | 矢野立美   | 3:29 |
| 5. | 「夢の恋人」       | 千家和也   | 都倉俊一   | 馬飼野俊一 | 3:32 |
| 6. | 「さよならの季節」 | 千家和也   | 都倉俊一   | 馬飼野俊一 | 2:49 |

## 関連作品
- MOMOE PREMIUM
- 山口百恵 22 Original Albums Collection
- Complete MOMOE PREMIUM